# WEC 28
WEC 28: Faber vs. Farrar foi o quarto evento de artes marciais mistas promovido pelo World Extreme Cagefighting sob gestão da Zuffa. O evento aconteceu em 3 de junho de 2007. WEC 28 foi o primeiro evento de WEC a ser transmitido ao vivo pela Versus. O evento principal foi a defesa do Cinturão Peso Pena do WEC do campeão, Urijah Faber.

## Pagamentos
O seguinte pagamento dos lutadores foi divulgada pela Comissão Atlética de Nevada. Isso não inclui o dinheiro de patrocínio e bônus de "vestiário" muitas vezes dado pelo WEC.
- Urijah Faber: $20,000 ($10,000 bônus de vitória) derrotou Chance Farrar:$4,000
- Rani Yahya: $10,000 ($5,000 bônus de vitória) derrotou Mark Hominick: $6,000
- Alex Karalexis: $10,000 ($5,000 bônus de vitória) derrotou John Smith: $1,000
- Brian Stann: $8,000 ($4,000 bônus de vitória) derrotou Craig Zellner: $2,000
- Brock Larson: $16,000 ($8,000 bônus de vitória) derrotou Kevin Knabjian: $2,000
- John Alessio: $18,000 ($9,000 bônus de vitória) derrotou Alex Serdyukov: $6,000
- Cub Swanson: $8,000 ($4,000 bônus de vitória) derrotou Micah Miller $4,000
- Brian Bowles: $4,000 ($2,000 bônus de vitória) derrotou Charlie Valencia $6,000
- Jeff Bedard: $6,000 ($3,000 bônus de vitória) derrotou Mike French: $3,000